# Thaye Dorje

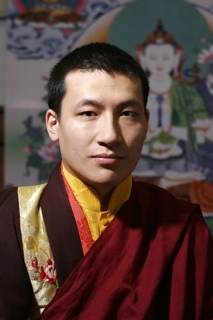
Thaye Dorje

Thaye Dorje (Trinley Thaye Dorje, tib.:  'phrin las mtha’ yas rdo rje; * 6. Mai 1983, Lhasa, Tibet) ist neben Orgyen Trinley Dorje einer der beiden offiziell inthronisierten 17. Gyalwa Karmapas der Karma-Kagyü-Schule des tibetischen Buddhismus (siehe auch den Artikel Karmapa-Konflikt).

## Biographie
Thaye Dorje wurde als Tendzin Khyentse geboren. Er ist der erste Sohn des dritten Mipham Rinpoche, eines bedeutsamen Nyingma-Meisters. Seine Mutter, Dechen Wangmo, entstammt einem Adelsgeschlecht, das sich auf den sagenumwobenen König Ling Gesar zurückführt.
Offiziell wurde er vom 14. Künsig Shamar Rinpoche, Mipham Chökyi Lodrö, dem zweithöchsten Lehrer innerhalb der Karma-Kagyü-Tradition, als Wiedergeburt des 16. Gyalwa Karmapa, Rangjung Rigpe Dorje (1924–1981), anerkannt und erhielt von ihm den Namen Karmapa Trinle Thaye Dorje. Die Karmapas gelten als Tibets große Yogis und zählen zu den bekanntesten Persönlichkeiten des Buddhismus in Tibet. Die Reinkarnationslinie ihrer Tulkus reicht über 900 Jahre zurück und ist älter als die des Dalai Lama. Der verstorbene 16. Karmapa war nicht nur einer der einflussreichsten buddhistischen Meister seiner Zeit, sondern auch maßgeblich an der Verbreitung der Lehren des tibetischen Buddhismus im Westen beteiligt.
Nach der Flucht aus Tibet im Jahr 1994 gemeinsam mit seiner Familie fand er in Indien sein neues Zuhause. Im Karmapa International Buddhist Institute in Neu-Delhi wurde er im selben Jahr von Künsig Shamarpa der Öffentlichkeit vorgestellt. In der Folge durchlief er eine intensive Ausbildung der buddhistischen Sutras und Tantras unter zahlreichen namhaften Lehrern in Neu-Delhi und am Shri Diwakar Vihara Buddhist Research and Education Institute in Kalimpong, Nordindien. Seine Lamas sind bzw. waren u. a. Künsig Shamarpa Mipham Chökyi Lodrö, Chobgye Trichen Rinpoche, Lüding Khenchen Rinpoche, Khenchen Trinle Paljor Rinpoche und Pewar Rinpoche Chime Dorje. Von Meistern wie Prof. Gen Sempa Dorje, dem verstorbenen Topga Rinpoche und Khenpo Chödrak Rinpoche erhielt und erhält er seine philosophische Ausbildung. Im Jahre 2003 verlieh ihm Künsig Shamarpa den Titel eines Vidhyadhara, der formal das Ende seiner Ausbildung bekundet. Der Karmapa Charitable Trust erklärte ihn darüber hinaus im Jahre 2006 offiziell zum gesetzlichen Erben des 16. Gyalwa Karmapa.
Heute lebt, lernt und lehrt er die meiste Zeit wieder in seinem Hauptsitz, dem Karmapa International Buddhist Institute. In der Zwischenzeit unternimmt er viele Reisen und setzt die Aktivität seines Vorgängers weltweit fort. 640 buddhistische Zentren der Karma-Kagyü-Linie in 66 Ländern betrachten den 17. Karmapa Thaye Dorje als ihr spirituelles Oberhaupt; 2012 waren es noch 911 Zentren und Klöster und 64 Ländern. Dazu gehört die zahlenmäßig große Diamantwegs-Organisation von Lama Ole Nydahl, die Zentren des Dhagpo Kagyu Mandala sowie die Zentren der Bodhi-Path-Organisation.
Am 25. März 2017 heiratete Thaye Dorje seine Jugendfreundin Rinchen Yangzom.
Im August 2018 wurde ihr erster gemeinsamer Sohn geboren.